# Alture del Don
Le alture del Don (in russo Донская гряда?, Donskaja grjada) sono una catena di bassi rilievi collinari della Russia europea meridionale.
Si allungano con direzione ovest-est per circa 300 km lungo la destra idrografica del fiume Don, dal quale hanno preso il nome; sono situate in una zona dal clima continentale piuttosto arido e sono coperte dalla steppa. Nella regione delle alture non esistono centri urbani di rilievo.
Le alture del Don, nell'ambiente piatto circostante, costituiscono uno spartiacque abbastanza rilevante: hanno qui le loro sorgenti, fra gli altri, i fiumi Čir e Kalitva, tributari diretti o indiretti del Don.